# Valentí Fàbrega
Valentí Fàbrega i Escatllar (* 6. Dezember 1931 in Barcelona; † 11. März 2024 in Köln) war ein katalanisch-deutscher Philologe und Theologe.

## Leben
Valentí Fàbrega i Escatllar war bis 1971 Mitglied des Jesuiten-Ordens. Während dieser Zeit absolvierte er diverse Studien (Geisteswissenschaften, Philosophie und Theologie u. a.) und Examina und promovierte zum Doktor der Theologie an der Universität Innsbruck. Zwei Jahre lang studierte er an der Evangelisch-Theologischen Fakultät der Universität Heidelberg. Er war zeitweise Dozent an der Theologischen Hochschule Sant Cugat del Vallès (Barcelona) und an der Päpstlichen Universität Comillas (Madrid). Mit der Gewährung eines zweijährigen Dozenten-Forschungs-Stipendiums der Alexander von Humboldt-Stiftung siedelte er 1971 nach Köln um, wo er zunächst – nach Ablegung entsprechender deutscher Staatsexamina und seit 1975 deutscher Staatsbürger – langjährig an einem Kölner Gymnasium die Fächer Latein und katholische Religion, danach auch an der Romanistischen Fakultät der Universität zu Köln das Fach Spanische Sprache und Literatur lehrte. Er wurde 1996 pensioniert. Schwerpunkte seiner theologischen Forschungen und schriftstellerischen Tätigkeit waren Ekklesiologie und Eschatologie. Ab 1971 war er mit der evangelischen Theologin und Germanistin Inga Weyer-Fabrega verheiratet.
Fabrega starb 2024 im Alter von 92 Jahren. Die Grabstätte befindet sich auf dem Kölner Melaten-Friedhof.

## Werke

### Theologie

#### Artikel und Besprechungen
- "Eschatologische Vernichtung bei Paulus", Jahrbuch für Antike und Christentum, 15 (1972), 37-65.
- "Die chiliastische Lehre des Laktanz", Jahrbuch für Antike und Christentum, 17 (1974), 126-146.
- "War Junia(s), der hervorragende Apostel (Rom 16,7), eine Frau?", Jahrbuch für Antike und Christentum, 27/28 (1984/1985), 47-64.
- "La perícopa de Cesarea de Filipo (Mc 8,27-33 y Mt 16,13-23) en la exégesis protestante alemana de las últimas décadas", Actualidad Bibliográfica, 56 (1991), 149-153. (spanisch)
- "El Eclesiastés o el Libro de Qohélet objeto de intensa investigación actual", Actualidad Bibliográfica, 74 (2000), 174-184. (spanisch)
- "La escatología de Qumrán", Actualidad Bibliográfica, 75 (2001), 5-17. (spanisch)
- "El mite de Babel o la maledicció del plurilingüisme", Revista de Catalunya, 168 (2001), 36-46. (katalanisch)
- "El Libro de Job: planteamientos y discrepancias", Actualidad Bibliográfica, 77 (2002), 5-15. (spanisch)
- "La escatología de los apocalipsis canónicos (Is 24-27 y Dan)", Actualidad Bibliográfica, 80 (2003), 153-170. (spanisch)
- "La escatología del apocalipsis de Juan", Actualidad Bibliográfica, 81 (2004), 5-23. (spanisch)
- "El Seol y la muerte en el Antiguo Testamento: dos investigaciones recientes", Actualidad Bibliográfica, 88 (2007), 205-209. (spanisch)
- "Verdad controvertida: memorias de Hans Küng", Actualidad Bibliográfica, 89 (2008), 28-32. (spanisch)
- "Lactantius", Reallexikon für Antike und Christentum, XXII (2008), 795-825.
- "El ministerio eclesial en la sucesión apostólica", Actualidad Bibliográfica, 92 (2009), 175-178. (spanisch)
- "Una aportación a la actualidad ecuménica alemana", Actualidad Bibliográfica, 94 (2010), 152-155. (spanisch)
- "La Conferència Episcopal Catalana: un somni irrealitzable", Revista de Catalunya, 279 (2012), 9-20. (katalanisch)
- "Cuestiones abiertas de escatología neotestamentaria", Actualidad Bibliográfica, 97 (2012), 5-18. (spanisch)
- "La discrepancia actual de los objetivos ecuménicos", Actualidad Bibliográfica, 98 (2012), 188-194. (spanisch)
- "Laktanz und die Apokalypse", dentro de: Jörg Frey, James A. Kelhoffer y Franz Tóth (Ed.), Die Johannesapokalypse, Kontexte – Konzepte – Rezeption, 709-754.
- "El Jesús histórico", Actualidad Bibliográfica, 99 (2013), 42-49. (spanisch)
- "La escatología del Nuevo Testamento", Actualidad Bibliográfica, 99 (2013), 61-76. (spanisch)
- "Procesos de canonización de textos religiosos", Actualidad Bibliográfica, 100 (2013), 175-178. (spanisch)
- "Polémica en la literatura del cristianismo primitivo", Actualidad Bibliográfica, 100 (2013), 205-216. (spanisch)
- "La crucifixión en la Antigüedad", Actualidad Bibliográfica, 101 (2014), 42-44. (spanisch)
- "Una historia monacal increíble", Actualidad Bibliográfica, 102 (2014), 198-201. (spanisch)
- "Teología y marco social-histórico de la fuente Q en la actual exégesis americana (USA y Canadá)", Actualidad Bibliográfica, 103 (2015), 41-48. (spanisch)
- "Los milagros de los evangelios", Actualidad Bibliográfica, 104 (2015), 167-174. (spanisch)

#### Bücher
- La herejía vaticana, Siglo XXI, Madrid: 1996.[5]
- Boeci, Consolació de la filosofía, revidierter Text, Einführung, Fußnoten, Übersetzung ins Katalanische, Bernat Metge, Barcelona: 2002. (katalanisch)
- La dona de sant Pere, Fragmenta, Barcelona: 2007.[6]

### Katalanische Literatur

#### Artikel
- "«Ja veig estar a Déu ple de rialles» (113, 171): Déu en la poesia d’Ausiàs March", In: De orbis Hispani linguis litteris historia moribus, Festschrift für Dietrich Briesemeister, Axel Schönberger / Klaus Zimmermann (ed.), 353-371. (katalanisch)
- "Ausiàs March i les expectatives apocalíptiques de la Catalunya medieval: un comentari al cant 72", Els Marges 54, (1995), 98-103. (katalanisch)
- "Oh tu, mal fat (10,9): la problemàtica del fat en la poesia d’Ausiàs March", Revista de L'Alguer, 7 (1996), 251-267. (katalanisch)
- "L’eròtica ovidiana i l’humanisme català: el mite d’Hermafrodit en les «Transformacions» de Francesc Alegre", Revista de l’Alguer, 9 (1998), 257-271. (katalanisch)
- "Quan l’amor esdevé «hàbit vell»: Lectura del poema 121 del cançoner ausiasmarquià", Revista de l’Alguer, 10 (1999), 181-197. (katalanisch)
- "La Consolació de la Filosofia en la versió catalana de Pere Saplana i Antoni Genebreda (1358/1362)", Zeitschrift für Katalanistik / Revista d’Estudis Catalans, 3 (1990), 33-49. (katalanisch)
- "El Decameró català en la versió de 1429: la novel·la de Bernat d’Ast (I, 2)", Zeitschrift für Katalanistik / Revista d’Estudis Catalans, 5 (1992), 39-63. (katalanisch)
- "Les Transformacions del poeta Ovidi segons la versió de Francesc Alegre: el mite de Pigmalió", Zeitschrift für Katalanistik / Revista d’Estudis Catalans, 6 (1993), 73-96. (katalanisch)
- "El mite de Mirra en la versió de Joan Roís de Corella", in: Vestigia fabularum, La mitología antiga a les literatures Catalana i castellana entre l’Edat Mitjana i la Moderna, Roger Friedlein y Sebastian Neumeister (ed.), Curial / PAM, (2004), 179-189. (katalanisch)
- "«Com castigar malícia de fembra» (Terç del Crestià, I, cap. 95): La narrativa de Francesc Eiximenis en el seu context doctrinal", Estudis de Llengua i Literatura catalanes, Miscel·lània Albert Hauf 2, LXIII (2011), 17-29. (katalanisch)

#### Bücher
- «Veles e vents»: El conflicte eròtic a la poesia d’Ausiàs March, Pagès Editors, Lleida: 1998. (katalanisch)

### Spanische Literatur
- "Die Rezeption der Antike in Góngoras «La fábula de Polifemo y Galatea»: Farbe, Licht und Schatten in seiner Darstellung der Tageszeiten", in: Dulce et decorum est philologiam colere, Festschrift für Dietrich Briesemeister, Sybille Große und Axel Schönberger, Domus Editoria Europea, Berlin (1999), 211-231.
- "Amor y religión en el drama de Don Álvaro o La fuerza del sino", in: Pasajes, Passages, Passagen, Homenaje a Christian Wentzlaff-Eggebert, Susanne Grundwald / Claudia Hammerschmidt / Valérie Heinen / Gunnar Nilsson (ed.), Universität Sevilla (2004), 19-214. (spanisch)